# E-Prix de Nueva York de 2021
El e-Prix de Nueva York de 2021 fue una carrera doble de monoplazas eléctricos del Campeonato Mundial de Fórmula E de la FIA, disputada los días 10 y 11 de julio de 2021 en el circuito callejero de Brooklyn, Nueva York, Estados Unidos. El piloto suizo, Nico Müller abandonó definitivamente su compromiso con el equipo Dragon/Penske Autosport. Su reemplazante en Puebla, Joel Eriksson reemplazó definitivamente su lugar. En la carrera 1 ganó Maximilian Günther, seguido por Jean-Éric Vergne y Lucas di Grassi, mientras que en la carrera 2 ganó Sam Bird, seguido por Nick Cassidy y António Félix da Costa.

## Carrera 1

### Entrenamientos Libres

#### Libres 1

##### Resultados[2]
| Pos. | N.º | Piloto             | Escudería                        | Mejor Tiempo |
| ---- | --- | ------------------ | -------------------------------- | ------------ |
| 1    | 4   | Robin Frijns       | Envision Virgin Racing           | 1:10.282     |
| 2    | 8   | Oliver Turvey      | NIO 333 Formula E Team           | 1:10.377     |
| 3    | 28  | Maximilian Günther | BMW i Andretti Motorsport        | 1:10.701     |
| 4    | 11  | Lucas di Grassi    | Audi Sport ABT Schaeffler        | 1:10.963     |
| 5    | 99  | Pascal Wehrlein    | TAG Heuer Porsche Formula E Team | 1:10.970     |

#### Libres 2

##### Resultados[3]
| Pos. | N.º | Piloto             | Escudería                        | Mejor Tiempo |
| ---- | --- | ------------------ | -------------------------------- | ------------ |
| 1    | 23  | Sébastien Buemi    | Nissan e.dams                    | 1:09.386     |
| 2    | 28  | Maximilian Günther | BMW i Andretti Motorsport        | 1:09.417     |
| 3    | 99  | Pascal Wehrlein    | TAG Heuer Porsche Formula E Team | 1:09.443     |
| 4    | 48  | Edoardo Mortara    | ROKIT Venturi Racing             | 1:09.484     |
| 5    | 71  | Norman Nato        | ROKIT Venturi Racing             | 1:09.576     |

### Clasificación

##### Resultados[4][3]
| Pos. | N.º | Piloto                 | Escudería                        | GS       | SP       | Parrilla |
| ---- | --- | ---------------------- | -------------------------------- | -------- | -------- | -------- |
| 1    | 37  | Nick Cassidy           | Envision Virgin Racing           | 1:09.672 | 1:09.338 | 1        |
| 2    | 25  | Jean-Éric Vergne       | DS Techeetah                     | 1:09.599 | 1:09.499 | 2        |
| 3    | 94  | Alex Lynn              | Mahindra Racing                  | 1:09.746 | 1:09.538 | 3        |
| 4    | 28  | Maximilian Günther     | BMW i Andretti Motorsport        | 1:09.718 | 1:09.614 | 4        |
| 5    | 23  | Sébastien Buemi        | Nissan e.dams                    | 1:09.531 | 1:09.713 | 5        |
| 6    | 99  | Pascal Wehrlein        | TAG Heuer Porsche Formula E Team | 1:09.667 | 1:09.752 | 6        |
| 7    | 11  | Lucas di Grassi        | Audi Sport ABT Schaeffler        | 1:09.759 |          | 7        |
| 8    | 22  | Oliver Rowland         | Nissan e.dams                    | 1:09.891 |          | 8        |
| 9    | 29  | Alexander Sims         | Mahindra Racing                  | 1:09.892 |          | 9        |
| 10   | 36  | André Lotterer         | TAG Heuer Porsche Formula E Team | 1:10.028 |          | 10       |
| 11   | 4   | Robin Frijns           | Envision Virgin Racing           | 1:10.063 |          | 11       |
| 12   | 7   | Sérgio Sette Câmara    | Dragon/Penske Autosport          | 1:10.147 |          | 12       |
| 13   | 13  | António Félix da Costa | DS Techeetah                     | 1:10.156 |          | 13       |
| 14   | 8   | Oliver Turvey          | NIO 333 Formula E Team           | 1:10.181 |          | 14       |
| 15   | 27  | Jake Dennis            | BMW i Andretti Motorsport        | 1:10.239 |          | 15       |
| 16   | 20  | Mitch Evans            | Jaguar Racing                    | 1:10.526 |          | 16       |
| 17   | 88  | Tom Blomqvist          | NIO 333 Formula E Team           | 1:10.530 |          | 17       |
| 18   | 17  | Nyck de Vries          | Mercedes EQ Formula E Team       | 1:10.581 |          | 18       |
| 19   | 71  | Norman Nato            | ROKIT Venturi Racing             | 1:10.658 |          | 19       |
| 20   | 10  | Sam Bird               | Jaguar Racing                    | 1:10.934 |          | 20       |
| 21   | 5   | Stoffel Vandoorne      | Mercedes EQ Formula E Team       | 1:10.952 |          | 21       |
| 22   | 6   | Joel Eriksson          | Dragon/Penske Autosport          | 1:11.036 |          | 24       |
| 23   | 33  | René Rast              | Audi Sport ABT Schaeffler        | 1:11.271 |          | 22       |
| 24   | 48  | Edoardo Mortara        | ROKIT Venturi Racing             | 1:11.690 |          | 23       |

- Joel Eriksson, fue penalizado con 3 puestos, por utilizar más energía de la permitida en su vuelta previa.

### Carrera

##### Resultados[5]
| Pos. | N.º | Piloto                 | Escudería                        | Vueltas | Tiempo/Retirado | Parrilla | Puntos |
| ---- | --- | ---------------------- | -------------------------------- | ------- | --------------- | -------- | ------ |
| 1    | 28  | Maximilian Günther     | BMW i Andretti Motorsport        | 38      | 46:24.747       | 4        | 25     |
| 2    | 25  | Jean-Éric Vergne       | DS Techeetah                     | 38      | +2.072          | 2        | 18     |
| 3    | 11  | Lucas di Grassi        | Audi Sport ABT Schaeffler        | 38      | +2.832          | 7        | 15     |
| 4    | 37  | Nick Cassidy           | Envision Virgin Racing           | 38      | +4.263          | 1        | 12+3   |
| 5    | 4   | Robin Frijns           | Envision Virgin Racing           | 38      | +5.239          | 11       | 10     |
| 6    | 23  | Sébastien Buemi        | Nissan e.dams                    | 38      | +6.370          | 5        | 8+1    |
| 7    | 22  | Oliver Rowland         | Nissan e.dams                    | 38      | +6.581          | 8        | 6      |
| 8    | 36  | André Lotterer         | TAG Heuer Porsche Formula E Team | 38      | +7.826          | 10       | 4      |
| 9    | 10  | Sam Bird               | Jaguar Racing                    | 38      | +8.489          | 20       | 2+1    |
| 10   | 33  | René Rast              | Audi Sport ABT Schaeffler        | 38      | +11.917         | 23       | 1      |
| 11   | 94  | Alex Lynn              | Mahindra Racing                  | 38      | +14.912         | 3        |        |
| 12   | 13  | António Félix da Costa | DS Techeetah                     | 38      | +15.289         | 13       |        |
| 13   | 17  | Nyck de Vries          | Mercedes EQ Formula E Team       | 38      | +27.523         | 18       |        |
| 14   | 48  | Edoardo Mortara        | ROKIT Venturi Racing             | 38      | +27.698         | 24       |        |
| 15   | 71  | Norman Nato            | ROKIT Venturi Racing             | 38      | +28.472         | 19       |        |
| 16   | 88  | Tom Blomqvist          | NIO 333 Formula E Team           | 38      | +28.746         | 17       |        |
| 17   | 6   | Joel Eriksson          | Dragon/Penske Autosport          | 38      | +41.106         | 22       |        |
| 18   | 7   | Sérgio Sette Câmara    | Dragon/Penske Autosport          | 38      | +49.849         | 12       |        |
| Ret  | 27  | Jake Dennis            | BMW i Andretti Motorsport        | 30      | Accidente       | 15       |        |
| Ret  | 29  | Alexander Sims         | Mahindra Racing                  | 29      | Eléctricos      | 9        |        |
| Ret  | 5   | Stoffel Vandoorne      | Mercedes EQ Formula E Team       | 27      | Eléctricos      | 21       |        |
| Ret  | 20  | Mitch Evans            | Jaguar Racing                    | 14      | Accidente       | 16       |        |
| Ret  | 8   | Oliver Turvey          | NIO 333 Formula E Team           | 11      | Eléctricos      | 14       |        |
| Ret  | 99  | Pascal Wehrlein        | TAG Heuer Porsche Formula E Team | 10      | Accidente       | 6        |        |

## Carrera 2

### Entrenamientos Libres

#### Libres 3

##### Resultados[6]
| Pos. | N.º | Piloto                 | Escudería                 | Mejor Tiempo |
| ---- | --- | ---------------------- | ------------------------- | ------------ |
| 1    | 13  | António Félix da Costa | DS Techeetah              | 1:08.472     |
| 2    | 20  | Mitch Evans            | Jaguar Racing             | 1:08.521     |
| 3    | 37  | Nick Cassidy           | Envision Virgin Racing    | 1:08.559     |
| 4    | 4   | Robin Frijns           | Envision Virgin Racing    | 1:08.565     |
| 5    | 33  | René Rast              | Audi Sport ABT Schaeffler | 1:08.597     |

### Clasificación

##### Resultados[6][7]
| Pos. | N.º | Piloto                 | Escudería                        | GS         | SP       | Parrilla |
| ---- | --- | ---------------------- | -------------------------------- | ---------- | -------- | -------- |
| 1    | 10  | Sam Bird               | Jaguar Racing                    | 1:08.855   | 1:08.572 | 1        |
| 2    | 20  | Mitch Evans            | Jaguar Racing                    | 1:08.914   | 1:08.662 | 2        |
| 3    | 37  | Nick Cassidy           | Envision Virgin Racing           | 1:08.947   | 1:08.663 | 3        |
| 4    | 99  | Pascal Wehrlein        | TAG Heuer Porsche Formula E Team | 1:08.898   | 1:08.818 | 4        |
| 5    | 7   | Sérgio Sette Câmara    | Dragon/Penske Autosport          | 1:09.038   | 1:08.988 | 5        |
| 6    | 36  | André Lotterer         | TAG Heuer Porsche Formula E Team | 1:09.012   | 1:09.201 | 6        |
| 7    | 13  | António Félix da Costa | DS Techeetah                     | 1:09.052   |          | 7        |
| 8    | 94  | Alex Lynn              | Mahindra Racing                  | 1:09.166   |          | 8        |
| 9    | 29  | Alexander Sims         | Mahindra Racing                  | 1:09.229   |          | 9        |
| 10   | 71  | Norman Nato            | ROKIT Venturi Racing             | 1:09.236   |          | 10       |
| 11   | 33  | René Rast              | Audi Sport ABT Schaeffler        | 1:09.256   |          | 11       |
| 12   | 11  | Lucas di Grassi        | Audi Sport ABT Schaeffler        | 1:09.328   |          | 12       |
| 13   | 23  | Sébastien Buemi        | Nissan e.dams                    | 1:09.339   |          | 13       |
| 14   | 48  | Edoardo Mortara        | ROKIT Venturi Racing             | 1:09.393   |          | 14       |
| 15   | 6   | Joel Eriksson          | Dragon/Penske Autosport          | 1:09.495   |          | 15       |
| 16   | 22  | Oliver Rowland         | Nissan e.dams                    | 1:09.499   |          | 16       |
| 17   | 8   | Oliver Turvey          | NIO 333 Formula E Team           | 1:09.620   |          | 17       |
| 18   | 88  | Tom Blomqvist          | NIO 333 Formula E Team           | 1:09.649   |          | 18       |
| 19   | 27  | Jake Dennis            | BMW i Andretti Motorsport        | 1:09.969   |          | 19       |
| 20   | 5   | Stoffel Vandoorne      | Mercedes EQ Formula E Team       | 1:10.089   |          | 20       |
| 21   | 4   | Robin Frijns           | Envision Virgin Racing           | 1:10.341   |          | 21       |
| 22   | 17  | Nyck de Vries          | Mercedes EQ Formula E Team       | 1:10.599   |          | 22       |
| 23   | 28  | Maximilian Günther     | BMW i Andretti Motorsport        | 1:10.637   |          | 23       |
| NC   | 25  | Jean-Éric Vergne       | DS Techeetah                     | Sin tiempo |          | 24       |

### Carrera

##### Resultados[8]
| Pos. | N.º | Piloto                 | Escudería                        | Vueltas | Tiempo/Retirado | Parrilla | Puntos |
| ---- | --- | ---------------------- | -------------------------------- | ------- | --------------- | -------- | ------ |
| 1    | 10  | Sam Bird               | Jaguar Racing                    | 37      | 46:15.909       | 1        | 25+4   |
| 2    | 37  | Nick Cassidy           | Envision Virgin Racing           | 37      | +4.167          | 3        | 18     |
| 3    | 13  | António Félix da Costa | DS Techeetah                     | 37      | +4.840          | 7        | 15+1   |
| 4    | 99  | Pascal Wehrlein        | TAG Heuer Porsche Formula E Team | 37      | +7.154          | 4        | 12     |
| 5    | 36  | André Lotterer         | TAG Heuer Porsche Formula E Team | 37      | +7.762          | 6        | 10     |
| 6    | 29  | Alexander Sims         | Mahindra Racing                  | 37      | +16.286         | 9        | 8      |
| 7    | 71  | Norman Nato            | ROKIT Venturi Racing             | 37      | +24.983         | 10       | 6      |
| 8    | 4   | Robin Frijns           | Envision Virgin Racing           | 37      | +25.084         | 21       | 4      |
| 9    | 94  | Alex Lynn              | Mahindra Racing                  | 37      | +25.405         | 8        | 2      |
| 10   | 28  | Maximilian Günther     | BMW i Andretti Motorsport        | 37      | +26.009         | 23       | 1      |
| 11   | 7   | Sérgio Sette Câmara    | Dragon/Penske Autosport          | 37      | +26.341         | 5        |        |
| 12   | 5   | Stoffel Vandoorne      | Mercedes EQ Formula E Team       | 37      | +30.781         | 20       |        |
| 13   | 20  | Mitch Evans            | Jaguar Racing                    | 37      | +30.957         | 2        |        |
| 14   | 11  | Lucas di Grassi        | Audi Sport ABT Schaeffler        | 37      | +31.970         | 12       |        |
| 15   | 23  | Sébastien Buemi        | Nissan e.dams                    | 37      | +32.985         | 13       |        |
| 16   | 27  | Jake Dennis            | BMW i Andretti Motorsport        | 37      | +35.692         | 19       |        |
| 17   | 48  | Edoardo Mortara        | ROKIT Venturi Racing             | 37      | +35.924         | 14       |        |
| 18   | 17  | Nyck de Vries          | Mercedes EQ Formula E Team       | 37      | +36.339         | 22       |        |
| 19   | 22  | Oliver Rowland         | Nissan e.dams                    | 37      | +51.384         | 16       |        |
| 20   | 33  | René Rast              | Audi Sport ABT Schaeffler        | 37      | +59.694         | 11       |        |
| 21   | 88  | Tom Blomqvist          | NIO 333 Formula E Team           | 37      | +1:05.327       | 18       |        |
| 22   | 6   | Joel Eriksson          | Dragon/Penske Autosport          | 37      | +1:07.701       | 15       |        |
| Ret  | 8   | Oliver Turvey          | NIO 333 Formula E Team           | 29      | Eléctricos      | 17       |        |
| DNS  | 25  | Jean-Éric Vergne       | DS Techeetah                     | 0       | Eléctricos      | 24       |        |

## Clasificaciones tras la ronda
| Pos. | Piloto                 | Puntos | Cambios       |
| ---- | ---------------------- | ------ | ------------- |
| 1    | Sam Bird               | 81     | Crecimiento   |
| 2    | António Félix da Costa | 76     | Crecimiento   |
| 3    | Robin Frijns           | 76     | Decrecimiento |
| 4    | Edoardo Mortara        | 72     | Decrecimiento |
| 5    | Nick Cassidy           | 70     | Crecimiento   |

| Pos. | Equipo                                   | Puntos | Cambios       |
| ---- | ---------------------------------------- | ------ | ------------- |
| 1    | Envision Virgin Racing                   | 146    | Crecimiento   |
| 2    | DS Techeetah                             | 144    | Sin cambios   |
| 3    | Jaguar Racing                            | 141    | Sin cambios   |
| 4    | Audi Sport ABT Schaeffler Formula E Team | 115    | Sin cambios   |
| 5    | Mercedes-EQ Formula E Team               | 113    | Decrecimiento |